# The Highlanders (Doctor Who)
Pour les articles homonymes, voir Highland et The Highlanders (homonymie).
The Highlanders (Les Highlanders) est le trente-et-unième épisode de la première série de la série télévisée britannique de science-fiction Doctor Who, diffusé pour la première fois en quatre parties hebdomadaires du 17 décembre 1966 au 7 janvier 1967. Il s'agit du premier épisode mettant en scène le personnage de Jamie McCrimmon, incarné par l'acteur Frazer Hines. Aucune partie complète de cet épisode n'ayant été retrouvée, il est considéré comme disparu.

## Accroche
Le Docteur et ses compagnons atterrissent en Écosse, durant la Bataille de Culloden. Le Docteur, Ben et Polly rencontrent les McLaren et Jamie McCrimmon, des Jacobites en guerre contre les Hanovriens. Faits prisonniers, ceux-ci se retrouvent sous la coupe de Grey, un marchand d'esclave.

## Casting
- Patrick Troughton — Le Docteur
- Anneke Wills — Polly
- Michael Craze — Ben Jackson
- Frazer Hines — Jamie McCrimmon
- Donald Bisset — Le Laird
- William Dysart — Alexander
- Hannah Gordon — Kirsty
- Andrew Downie — Willie Mackay
- David Garth —  Grey
- Sydney Arnold — Perkins
- Dallas Cavell — Le capitaine Trask
- Michael Elwyn — Le lieutenant. Algernon Ffinch
- Guy Middleton — Le colonel Attwood
- Peter Welch — Le sergent
- Tom Bowman — La sentinelle
- Barbara Bruce — Mollie
- Peter Diamond — Un marin

## Résumé
Arrivant après la Bataille de Culloden qui voit la victoire de l'armée anglaise (les Hanovriens) face aux insurgés écossais (les Jacobites), le Docteur, Ben et Polly sont faits prisonniers par un groupe d'Écossais, les McLaren. Le chef de famille, Colin McLaren est Laird et gravement blessé. Il vit avec sa fille Kirsty, son fils Alexander, et un jeune joueur de cornemuse, Jamie McCrimmon. Tous sont surpris par l'arrivée d'une troupe de soldats anglais : Alexander est tué ; le Docteur, Jamie, Ben et le Laird sont faits prisonniers par le chef des soldats, le lieutenant Algernon Ffinch tandis que Kirsty et Polly arrivent à s'enfuir.
Peu de temps après, Kirsty et Polly, terrées dans une grotte, arrivent à emprisonner Ffinch dans une fosse et lui soutirent son arme et son argent. Ffinch est persuadé que l'ancien chef des troupes Jacobites a quitté le champ de bataille déguisé en femme, et tente d'avoir des renseignements là-dessus.
Alors que le Docteur, le Laird, Ben et Jamie sont conduits dans la ville d'Inverness pour y être faits prisonniers, Grey, le commissaire royal des prisons, ayant décidé de se faire de l'argent illégalement en revendant les écossais capturés afin d'en faire des esclaves pour les colonies anglaises, il est en contact avec Trask, un capitaine de vaisseau peu scrupuleux et propriétaire du vaisseau "L'Annabelle." En prison, le Docteur se fait passer pour un médecin allemand du nom de "Doctor Von Wer" et réussit à demander audience auprès de Grey. Il parvient à l'emprisonner temporairement et à embobiner son secrétaire, Perkins, pour parvenir à s'échapper. 
Trask commence le transport des prisonniers vers l'Annabelle avec lesquels se trouvent Jamie, Ben et le Laird. Pour faire d'eux des esclaves, il doit leur faire signer un papier stipulant qu'ils souhaitent travailler sept ans dans les colonies, ce que la plupart des prisonniers acceptent car leur autre possibilité est d'être pendus. Ben, Jamie, le Laird et un de leurs amis, Willie (l'ancien propriétaire de "l'Annabelle", trahi par Trask), refusent cet arrangement que Grey leur recommande fortement. Après avoir attaqué Grey, Ben est jeté à la mer au bout d'une corde, mais il réussit à s'en échapper. 
Dans une taverne d'Inverness, Kirsty et Polly retrouvent Ffinch et le font chanter. Ils sont observés par le Docteur, déguisé en vieille femme. Ffinch leur ayant indiqué que le véritable instigateur est Grey, les filles l'attendent à la taverne en compagnie de Perkins. Le Docteur arrive et les emmène. Ensemble, ils établissent un plan afin de libérer les prisonniers de l'Annabelle en rachetant des armes, mais les deux filles ne peuvent acheter qu'une fourche, deux couteaux rouillés et une épée cassée. Apercevant la bague ayant le symbole de Charles Édouard Stuart qui orne le doigt de Kirsty, le Docteur établit un stratagème.
Ben réussissant à se libérer grâce à une technique copiée chez Houdini, il retrouve le Docteur sur la rive, déguisé en militaire hanovrien. Ils le mettent au courant de leur plan. Le Docteur retourne voir Grey avec la bague et lui confie qu'il pense que le Prince fait partie des prisonniers ayant été emmenés par l'Annabelle. Désignant Jamie comme étant le prince en fuite, il distrait Grey et Trask pendant que Kirsty et Polly libèrent les prisonniers. Une mutinerie éclate alors à bord du vaisseau, dans laquelle Trask est jeté par-dessus bord. Willie reprend le contrôle de l'Annabelle et emmène le Laird, Kirsty et les autres écossais en fuite, vers la France. 
Le Docteur, Polly et Ben ont pris Grey en otage et se servent de cet avantage afin de regagner le TARDIS en sécurité. Ils sont rejoints par Jamie qui, n'ayant pas pris le bateau vers la France, décide de les aider. Ils se retrouvent face à Ffinch et celui-ci finit par accuser Grey de trafic d'esclaves. Le Docteur lui ayant soutiré le papier sur lequel il avait fait signer les prisonniers, Grey est fait prisonnier et Polly remercie Ffinch par un baiser sur la joue. Le Docteur, Ben et Polly accueillent Jamie à bord du TARDIS, "à condition qu'il m'apprenne à jouer de la cornemuse" fait remarquer le Docteur.

## Continuité
- Le Docteur dira s'appeler « Doctor Von Wer » ce qui signifie en allemand « Docteur Qui » et par conséquent en anglais « Doctor Who ».
- Polly est soulagée d'apprendre que contrairement à leur précédent voyage (dans The Smugglers) elle n'aura pas à se travestir en garçon.
- Polly est prête à donner le nombre d'années que durera la persécution des Écossais mais s'arrête avant de le dire.

## Production

### Ecriture
Au début de la série en 1963, l'une des idées de base de Doctor Who était d'en faire en partie une série historique et éducative et de mettre en scène différents évènements de l'histoire. C'est ainsi que la série fut parsemée d'épisodes "historiques" dans lesquels on peut ainsi voir le Docteur voyager avec Marco Polo, inspirer l'incendie de Rome ou même être témoin du massacre de la St Barthélemy. Ce concept fut progressivement jugé désuet et impopulaire par les différents producteurs ainsi que par Patrick Troughton et The Highlanders est le dernier épisode basé sur cette idée jusqu'à l'épisode Black Orchid en 1982.
Il s'agit du seul épisode de la série écrit par le scénariste Elwyn Jones, alors figure canonique de la BBC et scénariste pour la série Z-Cars et créateur de son spin-off, Softly Softly. Approché par le script-éditor (équivalent du "responsable des scénarios") Gerry Davis, c'est lui qui insista pour faire un épisode "historique" malgré la réticence de Davis et du producteur Innes Lloyd. Capitulant devant la notoriété d'Elwyn Jones, il fut décidé que l'épisode porterait sur la rébellion jacobite et la bataille de Culloden ayant eu lieu en 1746. Prévu pour être le 5e épisode de la saison, le script de l'épisode, provisoirement intitulé "Culloden" fut officiellement commandé le 30 août 1966. Seulement, un docu-fiction de 1964 portait lui aussi le titre de Culloden et l'épisode pris le nom de "The Highlanders" un peu plus tard. 
Hélas, Jones fut rappelé par la BBC pour écrire une nouvelle saison de Z-Cars et de Softly Softly, et Gerry Davis dû finir l'épisode. Il avouera plus tard que le travail laissé par Jones était assez pauvre et qu'il a quasiment réécrit l'épisode depuis le début en s'inspirant du roman de Robert Louis Stevenson : Enlevé !. C'est Davis qui inventa le personnage de Jamie McCrimmon en s'inspirant des McCrimmon, une illustre famille de joueurs de cornemuse au sein du Clan MacLeod, et se dit que cela pourrait en faire un bon compagnon pour le second Docteur en dépit du fait qu'il ait vécu avant le XXe siècle (une idée rédhibitoire pour les anciens producteurs.)

### Casting
Ayant décidé de faire du personnage Jamie McCrimmon un compagnon récurrent du Docteur, Innes Lloyd et Gerry Davis s'impliquèrent fortement sur le casting du personnage. Le chef du département des séries de la BBC, Shaun Shutton, leur conseilla Frazer Hines, un jeune acteur de 22 ans ayant déjà postulé pour le rôle de Ben Jackson et ayant joué avec Patrick Troughton en 1964 dans Smuggler's Bay. Le 2 novembre, Frazer Hines signa un contrat pour jouer dans cet épisode ainsi que trois autres épisodes de trois parties. Le jour suivant, le contrat de Michael Craze et d'Anneke Wills fut étendu à la même limite.
William Dysart rejouera dans The Ambassadors of Death et Peter Welch dans The Android Invasion .

### Tournage
La réalisation de cet épisode fut confiée à Hugh David, un ancien acteur reconverti dans la direction. En 1963, David avait été même été envisagé pour le rôle du Docteur, mais n'ayant que 38 ans, il fut jugé trop jeune par la productrice de l'époque, Verity Lambert. À l'origine engagé pour tourner l'épisode The Underwater Menace, on lui confia la réalisation de The Highlanders lorsque l'épisode changea de place dans le planning de la production pour devenir le 5e.
Le tournage des scènes complexes, notamment celles se passant dans une cale pleine d'eau, eut lieu le 11 et le 16 novembre au studio d'Eelings, tandis que celui des scènes à l'extérieur eut lieu le 14 et 15 novembre à Frensham Ponds dans le Surrey. Il s'agissait des premières prises de vues dans lesquelles Frazer Hines jouait et, son sort dans la série n'ayant pas été fixé, la scène de départ ne voyait que le Docteur, Ben et Polly entrant dans le TARDIS. Ayant réellement décidé d'en faire un compagnon récurrent, Innes Lloyd et Gerry Davis envoyèrent l'équipe retourner cette scène le 21 novembre, avec cette fois-ci, l'entrée de Jamie dans le TARDIS. C'est la première fois depuis l'épisode The Chase que le Docteur est entouré de trois compagnons. 
Comme souvent, chaque partie fut tournée au studio 1 de Riverside, les épisodes étant répétés toute la semaine avant d'être enregistrés d'un seul tenant dans la journée du samedi.

## Diffusion et Réception
| Épisode                                                                | Date de diffusion | Durée | Téléspectateurs en millions | Archives                                |
| ---------------------------------------------------------------------- | ----------------- | ----- | --------------------------- | --------------------------------------- |
| Épisode 1                                                              | 17 décembre 1966  | 24:38 | 6,7                         | Bande audio et quelques extraits vidéos |
| Épisode 2                                                              | 24 décembre 1966  | 23:41 | 6,8                         | Bande audio et quelques extraits vidéos |
| Épisode 3                                                              | 31 décembre 1966  | 22:54 | 7,4                         | Bande audio et quelques extraits vidéos |
| Épisode 4                                                              | 7 janvier 1967    | 24:19 | 7,3                         | Bande audio et quelques extraits vidéos |
| L'épisode fit un score d'audience meilleur que The Power of the Daleks |                   |       |                             |                                         |

À l'époque de la diffusion de l'épisode, une lettre fut envoyée à la BBC par un téléspectateur mécontent de l'invraisemblance historique de cet épisode. 
Tout comme The Gunfighters, il s'agit d'un épisode à vocation "historique" mais dont le traitement est à mi-chemin entre l'action et la comédie. La comédie est engendrée par le Docteur qui se déguise, provoque des problèmes et se joue de Grey, tandis que Ben et Polly organisent la résistance et tentent de résoudre les problèmes. 

### Épisodes manquants
Dans les années 1970, à des fins d'économie, la BBC détruisit de nombreux épisodes de Doctor Who. Aucune partie complète des bandes originales de The Highlanders ne fut retrouvée, seule la bande audio, et des captures d'écrans (les "télésnaps" inventions de la BBC) purent permettre de reconstruire cet épisode, notamment sous forme de roman photo.
Néanmoins, quelques secondes de l'épisode furent découvertes en Australie et rendues à la BBC par Damien Shanahan en 1996. En effet, lors de la diffusion à l'étranger, certains passages de la première partie, jugés trop violents, furent censurés. Ces deux passages montrent Alexander en train de tuer un soldat anglais et le Docteur et ses compagnons sur le point d'être pendus.

## Novélisation
L'épisode fut novélisé sous le titre de "The Highlanders" par Gerry Davis lui-même et publié en novembre 1984 sous le numéro 90 de la collection Doctor Who des éditions Target Book. Cette novélisation n'a jamais connu de traduction.

## Édition CD, VHS et DVD
L'épisode n'a jamais été édité en français, mais a connu plusieurs éditions au Royaume-Uni, en Australie et aux États-Unis.
- Une reconstruction de l'épisode a été effectuée par l'équipe de « Loose Cannon Productions ». Elle a connu deux éditions, dont la plus récente date de 2007 avec de plus belles images[9]. L'épisode, diffusé gratuitement par VHS, est constitué d'un diaporama à partir des bandes son, des télésnaps de l'épisode et des passages censurés en Australie. Elle y inclut également une introduction et une conclusion par Michael Elwyn (Ffinch), un mini-documentaire sur le making of de l'épisode, un mini-documentaire sur la bataille de Culloden, et l'interview d'Elwyn.
- Les quelques secondes de censure australienne sont disponibles dans le coffret "Doctor Who, Lost in Time" sorti en novembre 2004 et réunissant des passages d'épisodes perdus.
- La bande son de l'épisode retrouvée par les fans a été éditée sur CD le 6 mai 2000 avec la voix off de Frazer Hines servant d'introduction et de lien entre les différents passages. Cette bande son fut rééditée le 4 août 2003 dans un coffret "Adventures in History" et en 2011 dans le coffret "Doctor Who, the Lost Episodes - Collection Three".
- Une version abrégée de la novélisation de cet épisode complétée par la bande son de l'épisode et liée par une narration d'Anneke Wills est sortie le 4 août 2012.